# Cleistanthus caudatus
Cleistanthus caudatus là một loài thực vật có hoa trong họ Diệp hạ châu. Loài này được Pax ex De Wild. & T.Durand mô tả khoa học đầu tiên năm 1899.